# ジャン・ルボ
ジャン・ルボ（Jean Le Beau、1945年-）は、カナダケベック州生まれの宣教師、慈善活動家。NPO法人山友会代表。姓―名順にルボ・ジャンとも表記される。

## 略歴
1945年、カナダのケベック州に生まれる。モントリオール大学で神学を専攻してカトリックの宣教師を志し、1972年に日本に派遣される。中古車のセールスマンをしながら日本語を学んでいたが、1984年にその企業が倒産。山谷で慈善活動を行う山友会に誘われ、1999年に代表に就任。

### 受賞歴
- 2010年、山友会として東京弁護士会人権賞受賞
- 2024年、山友会としてプラチナギルド・アワード受賞
- 2024年、山友会として読売福祉文化賞受賞